# Laith Hussein
ليث حسين ou Laith Hussein Shihab est un footballeur irakien des années 1980 et 1990.

## Biographie
International irakien, il participe aux Jeux olympiques d'été de 1988. Lors du tournoi olympique, il joue deux matchs, contre le Guatemala et l'Italie. L'Irak est éliminé au premier tour. Il est alors le plus jeune joueur de cette olympiade, avec 17 ans et 340 jours.
Laith Hussein est par ailleurs quart-de-finaliste de la Coupe du monde des moins de 20 ans 1989, inscrivant un but contre l'Espagne. Il participe également à la Coupe d'Asie 1996, inscrivant deux buts contre la Thaïlande.
Il remporte le championnat d'Irak en 1987, 1988 et 1989, 1999, 2000, 2001 et celui du Qatar en 1995.
Il joue enfin 19 matchs comptant pour les tours préliminaires des coupes du monde, lors des éditions 1994, 1998 et 2002.